# Kiczora (Tatry Bielskie)
Kiczora (słow. Kýčera, Kyčora, czasami Čuba, Kičora, węg. Kicsora) – reglowe wzniesienie o wysokości 1283 m na zachodnim krańcu Tatr Bielskich, na północ od ich głównej grani. Poprzez Międzyścienną Przełęcz łączy się z północną granią Murania (tzw. Zakrywą). Od zachodniej, południowej i wschodniej strony (po Międzyścienną Przełęcz) jego stoki opadają do Doliny Międzyściennej zataczającej łuk wokół Kiczory. Północne stoki na długości kilku kilometrów opadają do Jaworowego Potoku i na tym odcinku biegnie północna granica Tatr. Dolna część stoków wschodnich opada do Nowej Doliny – tutaj po zachodniej stronie Nowego Potoku znajduje się niewielka i zarastająca Polana pod Kiczorą. Dawniej na polanie tej stały dwa szałasy.
Nazwa Kiczora (w różnych odmianach: Kiczera, Kiczura, Kiczara itp.) jest pochodzenia wołoskiego. Wzniesień o tej nazwie jest wiele, nie tylko w Polsce, ale również w całych Karpatach. Zazwyczaj określeniem tym nazywano lesistą górę.
Kiczorę całkowicie porasta las z przewagą buków. Znajdują się w nim cztery grupy wapiennych skałek. Najwyższe z nich znajdują się w okolicy Międzyściennej Przełęczy i mają wysokość do 30 m. Przez Kiczorę prowadzi kilka nieznakowanych ścieżek, obecnie jednak jest niedostępna turystycznie – cały jej obszar, jak zresztą całe Tatry Bielskie, jest obszarem ochrony ścisłej.

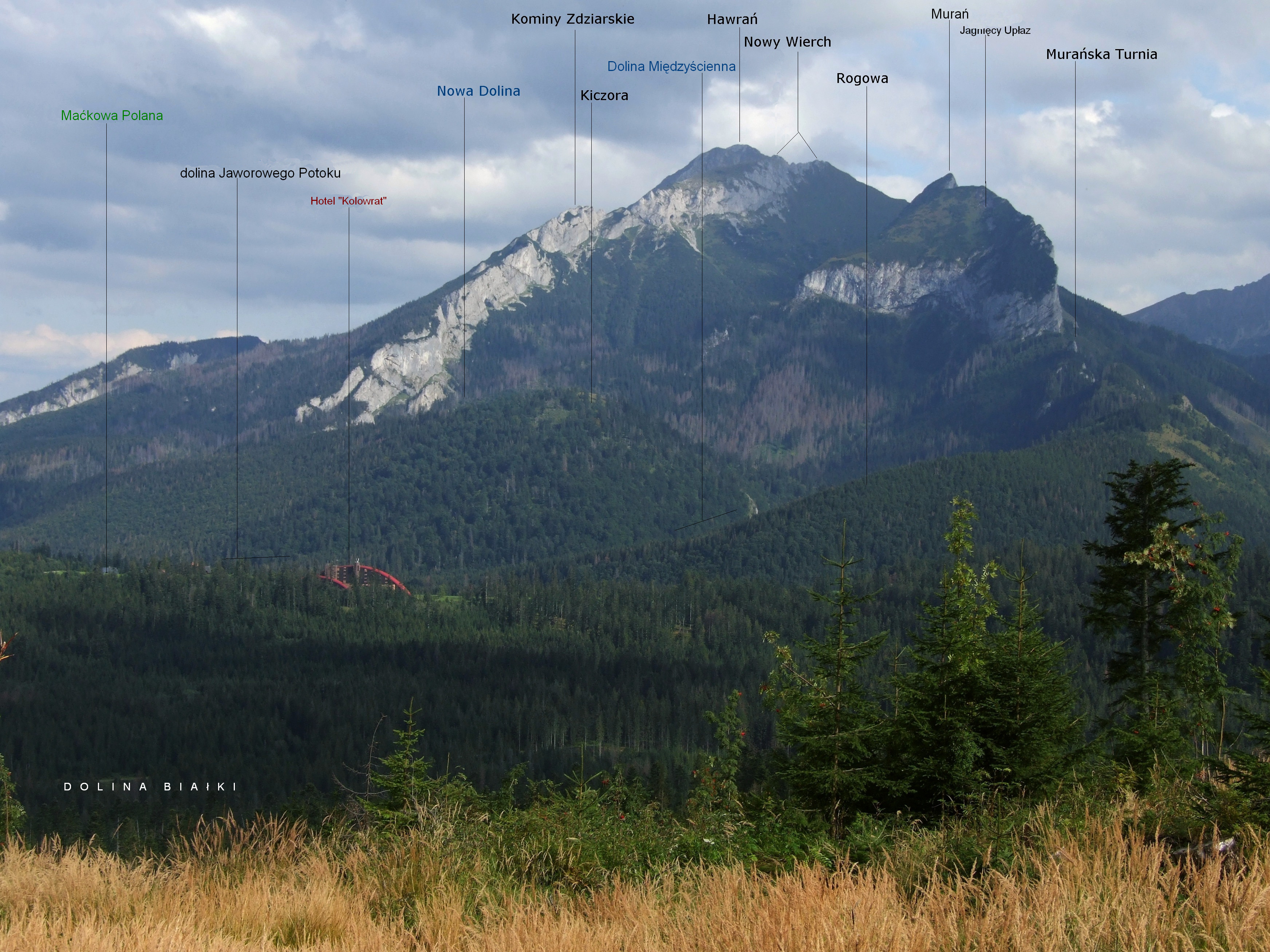
Widok od zachodniej strony